# Rhabdogaster rustica
Rhabdogaster rustica är en tvåvingeart som beskrevs av H. Oldroyd 1974. Rhabdogaster rustica ingår i släktet Rhabdogaster och familjen rovflugor. Inga underarter finns listade i Catalogue of Life.